# Proiezione gnomonica

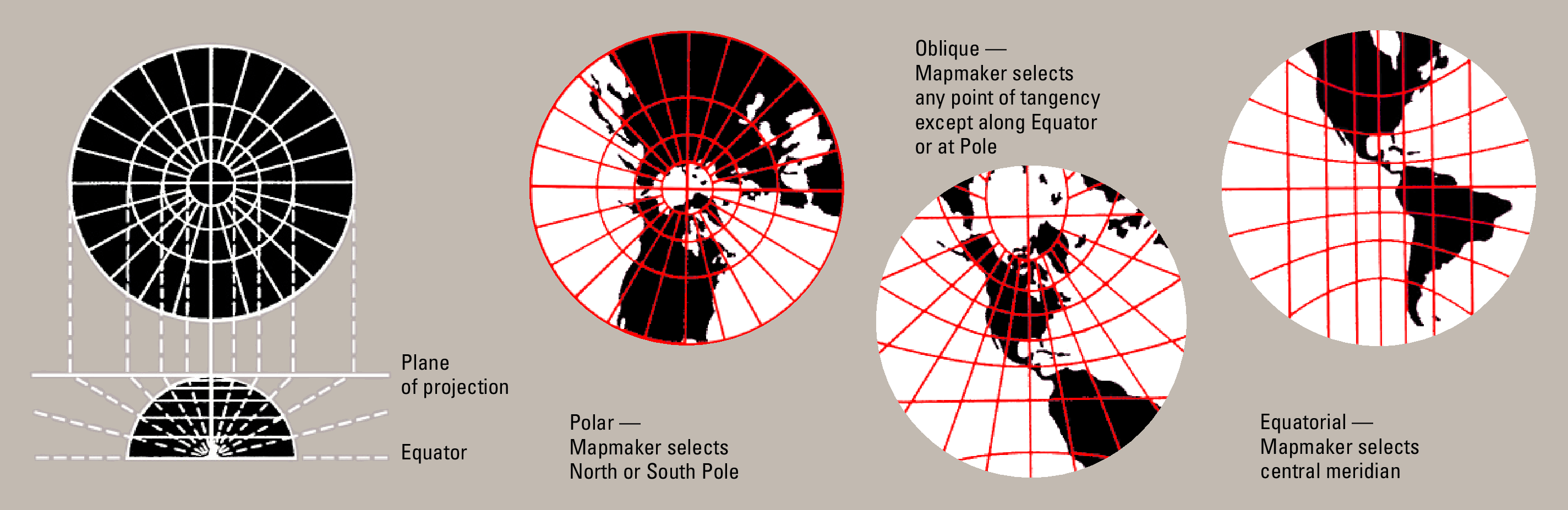
Esempi di proiezioni gnomoniche

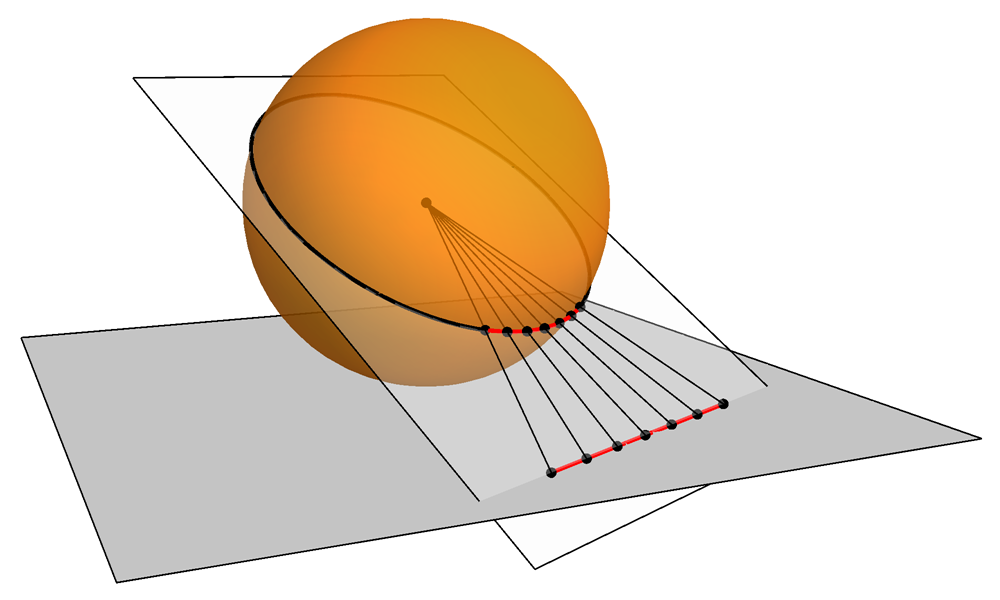
La proiezione gnomonica manda i cerchi massimi in rette

La proiezione gnomonica mostra tutti i cerchi massimi come linee rette, perciò la distanza più breve tra due località corrisponde a quella segnata sulla mappa. Questo è ottenuto mediante la proiezione, avente per centro il centro della Terra, della superficie della terra su di un piano tangente. Le distorsioni minori avvengono vicino al punto di tangenza. Meno della metà di una sfera può essere proiettato su una mappa finita.
Poiché i meridiani e l'equatore sono cerchi massimi, essi sono sempre mostrati come linee rette.
- Se il punto di tangenza corrisponde ad uno dei poli allora i meridiani sono radiali ed equamente spaziati. L'equatore va all'infinito in tutte le direzioni. Gli altri paralleli sono segnati come cerchi concentrici.
- Se il punto di tangenza si trova sull'equatore allora i meridiani sono paralleli fra loro, ma non equidistanti. L'equatore è una linea retta perpendicolare ai meridiani. Gli altri paralleli sono segnati come iperboli.
- Negli altri casi i meridiani sono linee rette che partono radialmente dal polo verso l'esterno, ma non sono equamente spaziati. L'equatore è una linea retta che è perpendicolare soltanto ad un meridiano (ciò dimostra ancora che la proiezione non crea una mappa o carta geografica conforme).

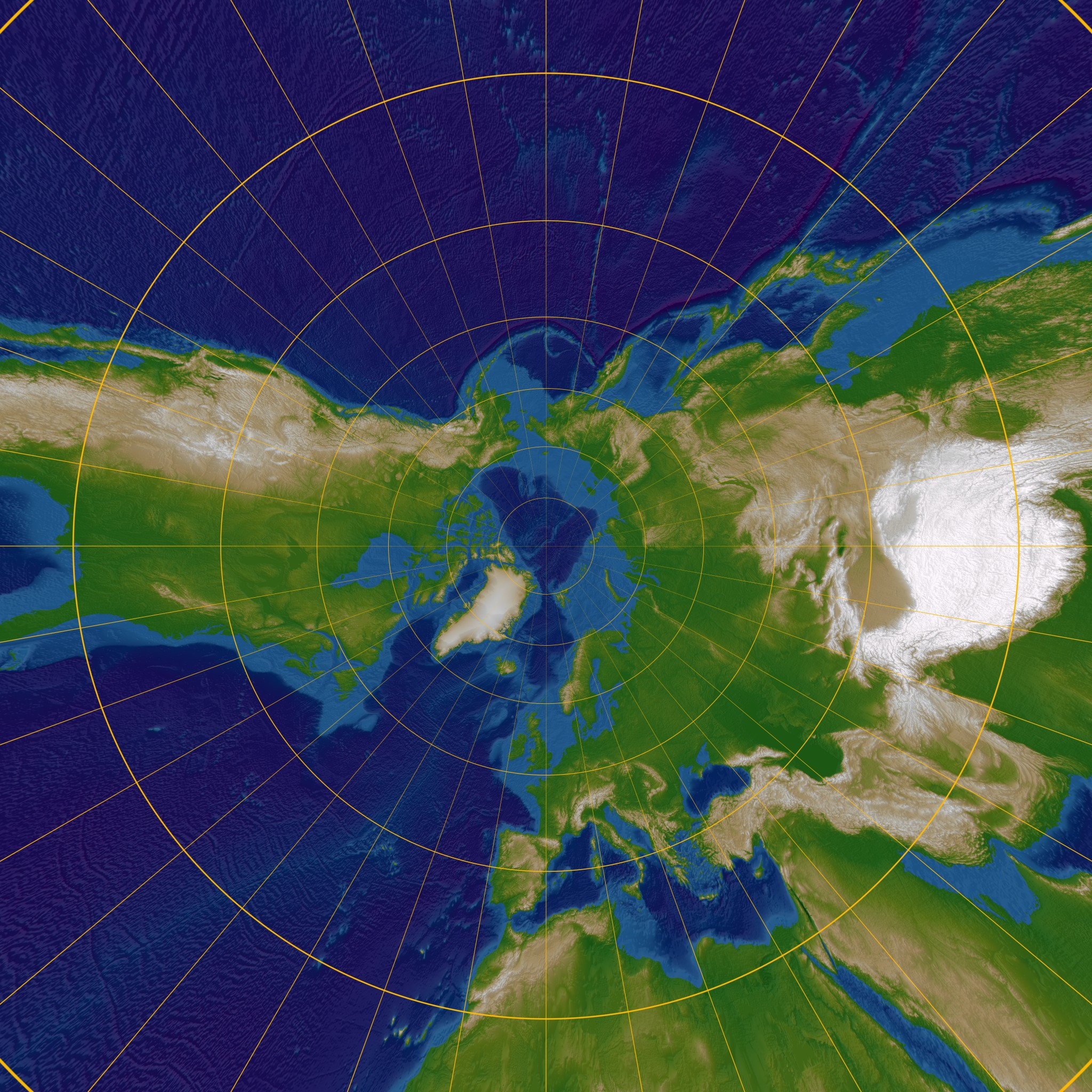
Proiezione Gnomonica della Terra centrata sul Polo Nord geografico

Così come per tutte le proiezioni azimutali, gli angoli dal punto di tangenza sono conservati. La distanza mappale da quel punto è una funzione r(d) della vera distanza d, data da
{\displaystyle \ r(d)=c\tan(d/r)}
dove R è il raggio della Terra. La scala radiale è
{\displaystyle \ r'(d)={\frac {c}{2R\cos ^{2}(d/2R)}}}
e la scala trasversale
{\displaystyle {\frac {c}{2R\cos(d/2R)}}}
dunque la scala trasversa aumenta verso l'esterno, e la scala radiale anche maggiormente.

## Storia
La proiezione gnomonica è ritenuta la più antica proiezione cartografica, sviluppata da Talete nel VI secolo a.C..
Nel 1946 Richard Buckminster Fuller brevettò la proiezione Gnomonica nella sua versione cubottaedrica della Dymaxion Map. La versione del 1954 icosaedrica fu pubblicata con il titolo AirOcean World Map, e questa è la versione a cui ci si riferisce anche adesso.
Le proiezioni Gnomoniche vengono usate in Sismologia perché le onde sismiche tendono a viaggiare lungo cerchi massimi. Esse sono usate anche dalla Marina per disegnare cuscinetti di radiorilevamento, radiogoniometria poiché i segnali radio viaggiano attraverso dei cerchi massimi.